# Fáfnir
Pour les articles homonymes, voir Fafnir (homonymie).

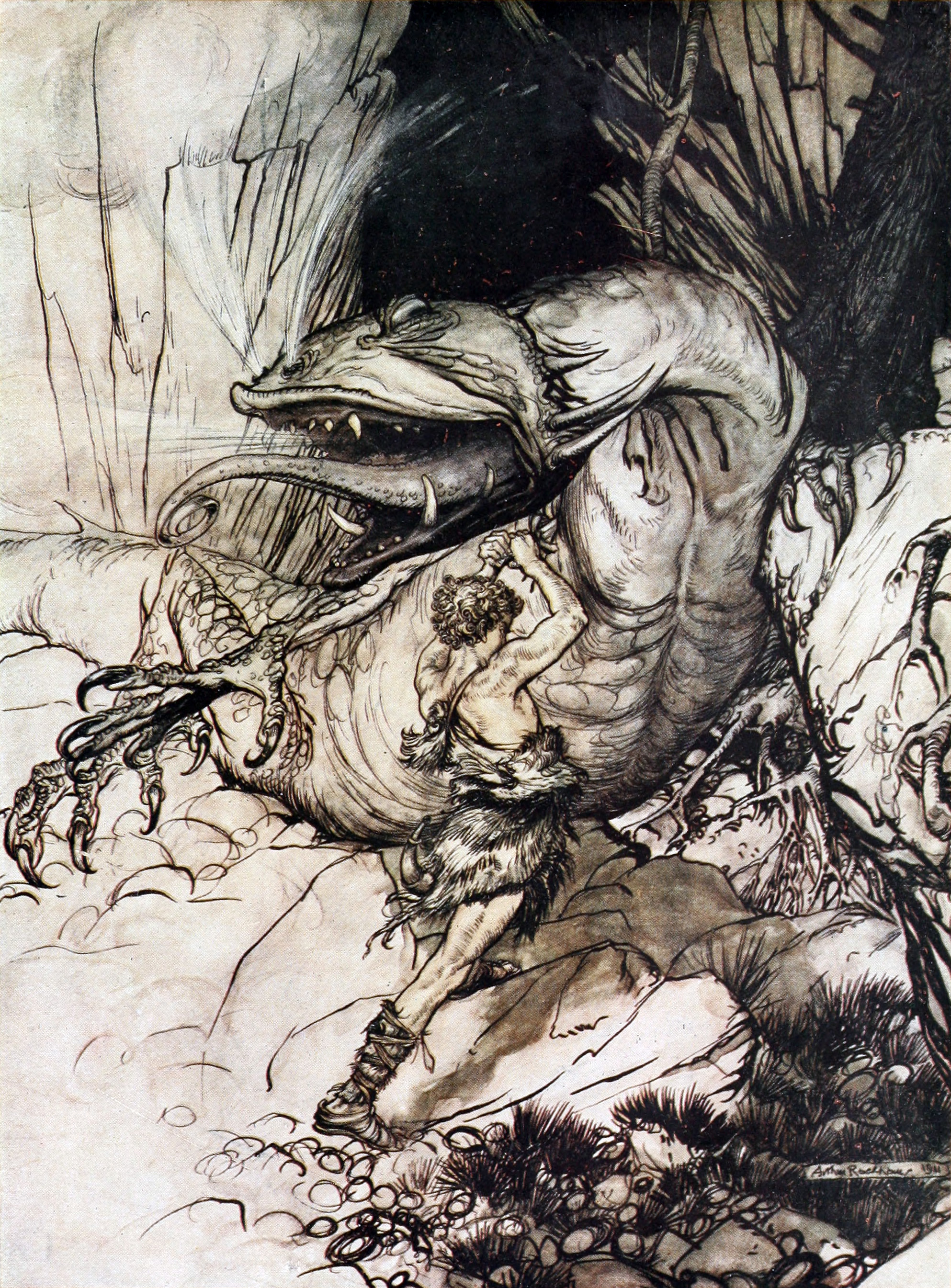
Siegfried tuant Fafnir, par Arthur Rackham (1911)

Fáfnir est, dans le cycle de Sigurd de la mythologie scandinave, le fils de Hreiðmarr et le frère de Regin et d'Ótr, originairement un nain relativement puissant, qui, après s'être emparé du trésor maudit de son père, prend la forme d'un dragon aux allures de serpent afin de le protéger. Il est finalement mis à mort à l'instigation de son propre frère Regin, par le héros Sigurd.

## LesEddaset laVölsunga saga
Dans le poème eddique Reginsmál et la Völsunga saga, Regin explique à son fils adoptif, Sigurd, l'histoire de l'or du dragon Fáfnir. Cet épisode est également résumé dans la partie Skáldskaparmál de l'Edda de Snorri.
Les dieux Odin, Loki et Hœnir arrivent à une cascade et Loki tue une loutre. Ils se logent ensuite chez Hreiðmarr, qui reconnait en l'animal son propre fils Ótr, qui aimait pêcher sous la forme d'une loutre. Avec l'aide de ses fils Fáfnir et Regin, il fait prisonnier les trois dieux. Il exige comme compensation pour la mort de son fils, une quantité d'or qui permettrait de remplir et de recouvrir complètement la peau de la loutre. Loki est envoyé récupérer ce trésor, et il s'empare de la fortune du nain Andvari, dont un anneau que ce dernier aurait voulu garder. Le nain maudit alors son trésor de sorte qu'il donne la mort à quiconque le posséderait. Les dieux donnent cet or à Hreidmar, et Loki lui répète la malédiction d'Andvari. Fáfnir et Regin réclament à leur père une part du trésor. Comme celui-ci ne veut pas le leur céder, ils le tuent. Fáfnir refuse ensuite la moitié de l'or à son frère, et, le menaçant, l'oblige à fuir. Quant à lui, il se rend à Gnitaheid où il prend l'apparence d'un serpent et se couche sur son or pour le garder.
Regin s'établit comme maître-forgeron pour un roi danois, et est chargé d'élever Sigurd. Il l'engage à plusieurs reprises à s'emparer de l'or de Fáfnir. Pour cela, il lui forge l'épée Gram. Le meurtre de Fáfnir est détaillé dans le poème eddique Fáfnismál, la Völsunga saga et rapidement dans les Skáldskaparmál. Suivant les conseils de Regin, Sigurd creuse une fosse où il pourrait se dissimuler, sur le chemin que Fáfnir a l'habitude d'emprunter pour aller à un point d'eau. La Völsunga saga précise qu'alors apparaît un vieil homme, qui n'est autre que le dieu Odin, qui conseille à Sigurd de creuser d'autres fosses qui permettront de récupérer le sang du monstre. Ceci fait, le serpent arrive en vacarme et crachant du feu, et lorsqu'il rampe au-dessus de la fosse, le héros le transperce de son épée. De là le surnom de Sigurd, Fáfnisbani, « meurtrier de Fáfnir ». Avant de mourir, Fáfnir révèle à Sigurd plusieurs secrets— par exemple, ce que sont les Nornes —, répète la malédiction qui s'attache à l'or et met Sigurd en garde contre Regin. Regin demande ensuite à Sigurd de lui faire cuire le cœur du monstre. Lors de la cuisson, Sigurd porte son doigt à sa bouche et goûte un peu du sang de Fáfnir. Dès lors, il comprend le langage des oiseaux et apprend ainsi que Regin a l'intention de se débarrasser de lui pour prendre l'or. Alors Sigurd décapite Regin, mange le cœur de Fáfnir et boit leur sang. Il se rend ensuite au repaire de Fáfnir et s'empare de son trésor.
L’or de Fafnir est ensuite accaparé par Gunnar et Högni après le meurtre de Sigurd.

## Autres traditions du cycle de Sigurd
Le cycle de Sigurd, autrement appelé Siegfried, fait l'objet de plusieurs traditions qui diffèrent parfois sensiblement. Dans la Chanson des Nibelungen, le combat de Siegfried avec un dragon non nommé n'est qu'évoqué lorsque le vassal burgonde Hagen raconte les exploits du héros. Siegfried n'obtient pas l'or du dragon, mais du peuple des Nibelungen qu'il avait précédemment défait. Le meurtre du dragon reste essentiel à l'histoire car en se baignant dans le sang du monstre, Siegfried devient invulnérable sauf à un endroit précis du dos qui n'était pas trempé car une feuille s'y était posée. C'est par ce point faible que Siegfried trouvera la mort.
Dans la Saga de Théodoric de Vérone, Sigurd est élevé par le forgeron Mime, et le dragon, qui est également le frère de Mime, s'appelle ici Regen (de Regin). Mime veut se débarrasser de Sigurd et l'envoie alors brûler du charbon dans les bois, où gît le dragon, afin que ce dernier le tue. Mais c'est Sigurd qui tue Regen. En cuisinant sa viande, le héros se lèche un doigt ensanglanté et comprend le langage des oiseaux qui lui disent que Mime l'avait envoyé au dragon pour qu'il soit tué. Sigurd souhaite nettoyer sa main du sang du dragon mais c'est comme s'il est devenu dur comme de la corne, alors il s'en recouvre le corps qui devient invulnérable, sauf à un endroit du dos où une feuille s'était posée. Il emporte la tête du dragon à Mime qui, terrifié de la vengeance de Sigurd, lui offre une armure et la meilleure épée Gram. Sigurd tue quand même le forgeron.
On retrouve les thèmes similaires de combat avec des dragons, et invulnérabilité acquise par les cornes fondues des monstres non nommés dans la Chanson de Seyfried à la peau de corne.

## Dans l'art ancien

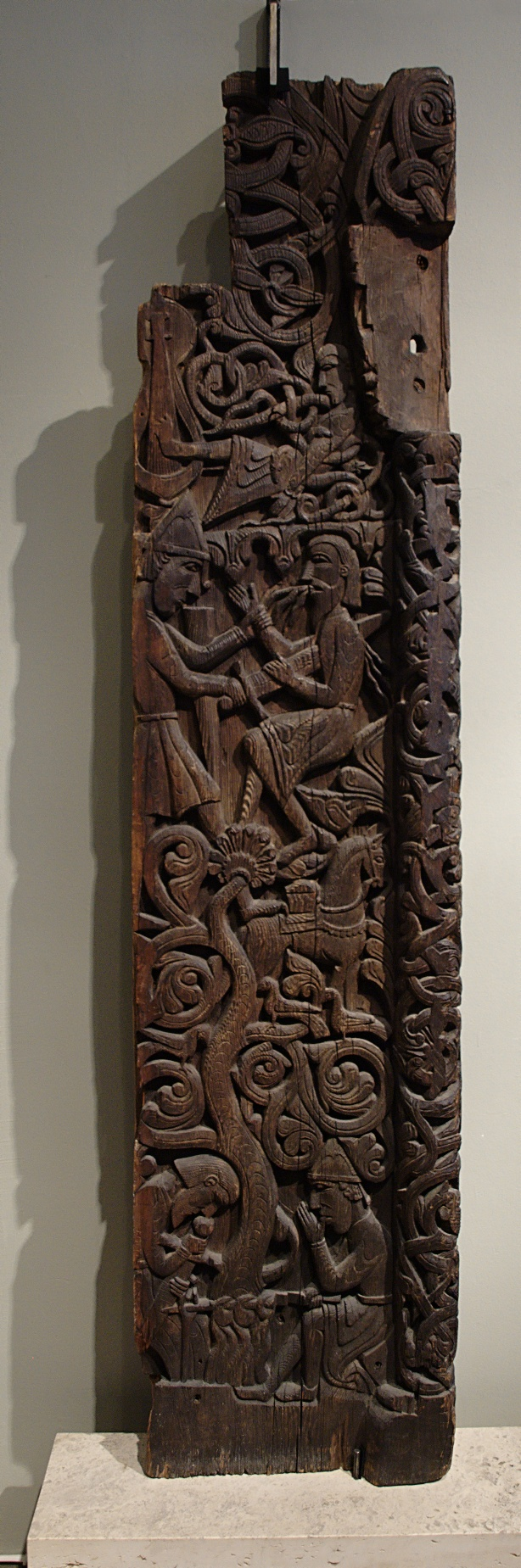
Sigurd et le forgeron Regin; Sigurd tuant le serpent Fáfnir (à droite) et ensuite Regin (à gauche).
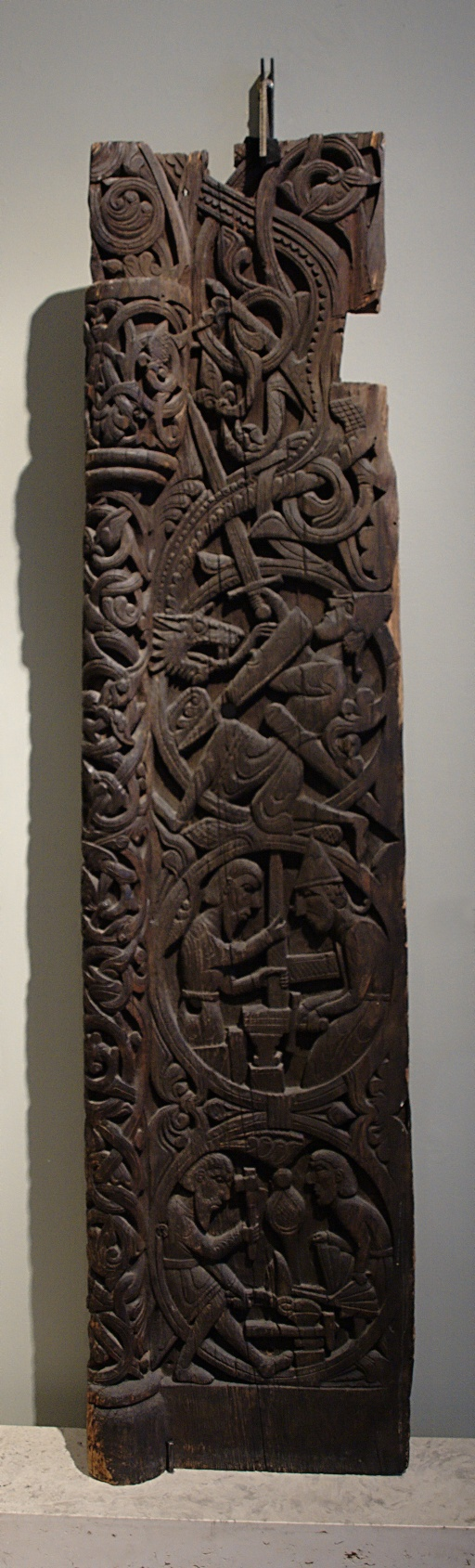
Portail de l'église en bois debout médiévale de Hylestad, Setesdal, Norvège. (L'église est détruite)

## Dans la culture moderne

### Musique
- Fáfnir apparaît, sous le nom de Fafner, dans L'Anneau du Nibelung de Richard Wagner : c'est un géant dans L'Or Du Rhin qui se transformera en dragon dans Siegfried grâce au heaume que le nain Mime a forgé. Il symbolise la cupidité et n'hésitera pas à tuer son frère Fasolt (qui est lui plutôt amoureux de la beauté et des arts) dans le premier épisode de la Tétralogie pour s'emparer entre autres de l'anneau des Nibelungen, forgé par le nain Alberich dans l'or du Rhin. Il sera tué par Siegfried dans le troisième épisode à l'aide de l'épée divine Notung que celui-ci viendra tout juste de reforger.
- Fáfnir apparaît également dans la chanson du groupe Amon Amarth, sous le nom de Fafner's gold dans leur album Berserker.
- Le rappeur français Femtogo fait régulièrement allusion à Fafnir dans des titres comme Upsmatch, ou MKII dans lesquels il s'identifie à Siegfried combattant le dragon à l'aide d'un zweihander.

### Littérature et bande dessinée
Dans Les Enfants de Húrin de Tolkien, la mort de Glaurung le dragon, tué par Túrin, serait une allusion à la mort de Fafnir par Sigurd (Turin attend que Glaurung passe sur une crevasse pour pouvoir le percer au ventre comme Sigurd se cachant dans une crevasse pour transpercer Fafnir). Glaurung se couchant sur l'or de Nargothrond rappellerait Fafnir qui se couche sur l'or de son père.
Dans De feu et de Sang, Melvin Burgess reprend en grande partie le mythe de Sigurd. On y retrouve Odin, Sigurd, le dragon Fafnir ainsi que la façon de tuer ce dernier avec une épée, le point d'eau, les fosses. La trahison de Regin y est également présente.
Fafnir est le nom du dragon qui terrorise les Schtroumpfs dans Le Pays maudit (1961), une bande dessinée de Peyo de la série Johan et Pirlouit. 
Il apparaît aussi sous le nom de Fafner dans les séries bande dessinée Siegfried (2007-2011) et Le Crépuscule des Dieux (2007-2010).
L'album Le Trésor de Fiskary, de la série Bob et Bobette,  est une référence au cycle de Sigurd, où Lambique tient le rôle héros et tue le dragon Guérekler.
Dans le volume Day Watch de Sergueï Loukianenko, Fafnir est représenté comme Le dragon du Crépuscule, un Autre Sombre d'une grande puissance, tué par Siegfried, dans ce récit un Autre Lumineux. Une secte nommée Les Frères de Regin cherche à le ressusciter.
Dans la série Tara Duncan de Sophie Audouin-Mamikonian, Fafnir est une naine guerrière aux deux longues tresses rousses et au fort caractère.
Dans L'Odyssée du Passeur d'Aurore, le héros Eustache se transforme en dragon à cause d'un anneau maudit, comme Fafnir.
Il apparaît aussi dans le manga Fate/Apocrypha où il se fait, aussi, tuer par Siegfried.

### Cinéma et télévision
Dans la série d'animés Japonaise Dead Agressor (Sōkyū no Fafner), le "Fafner", représenté par plusieurs modèles de robots de combat a interface biologique humaine, est l'ultime recours défensif efficace permettant aux survivants de l'humanité de protéger leurs enfants de la menace des Mirs, entités issues du néant qui pour comprendre l'humanité n'ont d'autre choix que d'assimiler les corps humains pour s'approprier leurs connaissances. Pour ce faire, ils utilisent des incarnations matérielles appelées "Festums".
Dans la série animée Les Chevaliers du Zodiaque, reprenant l'univers du manga de Masami Kurumada, le personnage de Siegfried de Dubhe, l'un des guerriers divins d'Odin, porte l'armure de Fáfnir. Se disant le descendant du héros ayant vaincu le dragon, il possède la même faiblesse que son ancêtre, à savoir un endroit précis du dos où le sang du dragon n'a pas coulé quand son ancêtre s'est baigné dedans. (à noter que le chapitre Asgard a spécialement été conçu par la TOEI animation pour permettre à Masami Kurumada de gagner du temps sur l'avancé du chapitre Poséidon avant d'adapter celui-ci en Animé, ce chapitre est donc un filler.)
Dans la série animée High School DxD tirée du roman de Ichiei Ishibumi, Azazel utilise son Balance Breaker artificiel et devient Fafnir le dragon déchu durant le combat contre Katarea Leviathan.
Dans la série animée Miss Kobayashi's Dragon Maid, Fàfnir est un dragon maudit, sous sa forme humaine. Il est représenté comme un humain distingué avec un costume noir et des lunettes carrées. Il aspire à la destruction du monde des humains jusqu'à ce qu'il se lie d'amitié avec un humain.
Dans les séries Beyblade Burst, Fafnir est la toupie de Free de la Hoya, un ami de Valt Aoi. Dans la série, il est présenté comme le mélange entre un dragon et un aigle à 6 yeux.
Dans la série animée Little Witch Academia, Fafnir est un dragon au corps anthropomorphique. Il apparait dans l'épisode 5 de la série.

### Jeux vidéo
Fafnir est référencé dans de nombreux jeux vidéo. Il apparaît sous la forme d'un dragon notamment dans les jeux Final Fantasy XI et Final Fantasy XII, à la fin du chapitre 11 de Magicka, dans Age Of Mythology, Tales of Symphonia.
Il apparaît également dans le jeu de 2017 Hand of the Gods et dans le mode zombie de Call of Duty: Black Ops III où ici c'est un bouclier en écailles de dragon se nommant "Bouclier de Fafnir" mais aussi une référence à Siegfried avec un gant portant son nom. 
Il est aussi représenté enchaîné sous sa forme de dragon dans God of War (2018). 
Il est également jouable dans le MOBA Smite.
Dans Fire Emblem Heroes, Fáfnir est le roi du royaume nain de Niðavellir, transformé en dragon mécanique. Il est l'un des principaux antagonistes du livre V.